# Мануйловка (Донецкая область)
Мануйловка (укр. Мануйлівка) — село на Украине, находится в Шахтёрском районе Донецкой области. Под контролем самопровозглашённой Донецкой Народной Республики.

## География
Село расположено на реке под названием Севастьянка, на месте впадения её левого притока под названием Ореховая.

#### Соседние населённые пункты по странам света
С: город Торез (выше по течению Севастьянки)
СЗ: Терновое
СВ: город Снежное (выше по течению Ореховой)
З: —
В: Червоный Жовтень
ЮЗ: —
ЮВ: —
Ю: Петровское

## Население
Население по переписи 2001 года составляло 725 человек.

## Общие сведения
Код КОАТУУ — 1425284701. Телефонный код — 6255.

## Адрес местного совета
86621, Донецкая область, Шахтёрский р-н, с.Мануйловка, ул.21 съезда КПСС, д.37а